# Гимназија у Лазаревцу
Гимназија Лазаревац је школа општеобразовног типа, у четворогодишњем трајању. Налази се у Лазаревцу у Улици Бранислава Нушића 1в. Основана је 1942. године, а више пута мењала је име и престајала са радом.

## Историјат
Гимназија у Лазаревцу настала је као засебна установа из грађанске школе, а основана је и почела са радом 1942. године. У школској 1945/46. грађанска школа постала је Мешовита гимназија са четири разреда, а након њеног завршетка ученици су полагали нижи течајни испит. Од школске 1948/49. године школа постаје Непотпуна гимназија, а по њеном програму ученици су тада полагали нижи течајни испит након трећег разреда. Од школске 1951/52. године Непотпуна гимназија добија и пети разред, који је похађало 63 ученика и радила је по програму потпуне или ниже гимназије, а тада су ученици нижи течајни испит полагали после четвртог разреда. Од 1952. године Гимназија се проширује за по један разред наредне школске године, па су ученици осмог разреда током школске 1955/56. године полагали нижи течајни испит, односно „велику матуру”. Први, други и трећи разреди из Мешовите гимназије су прешли у пети, шести, седми и осми разред ОШ „Војислав Вока Савић” у Лазаревцу. Од школске 1958/59. године Мешовита гимназија не уписује пети разред, а од 1959/60. школа добија назива Гимназија Лазаревац и уписује само трећи и четврти разред.
Током школске 1960/61. године, Гимназија је имала само четврти разред, за који је 1961. године организован завршни испит и она тада престаје са радом. Народни одбор општине Лазаревац је донео одлуку о поновном отварању Гимназије Лазаревац, а она је отворена 1963. године под називом Гимназија „Димитрије Туцовић”. Током школске 1977/78. године Гимназија не уписује први разред, јер је тадашњом реформом школства образовање по гимназијском програму укинуто. Ученици који су тада започели гимназијско образовање, школовање су завршили у Центру за усмено образовање Лазаревац. Самостална установа Гимназија у Лазаревцу поново је оформљена школске 1990/91. године и уписује први разред са по два одељења, друштвено-језички и природно-математичког смера. Од школске 1998/99. године у школу се уписује по три одељења оба смера. Током двехиљадедесетих година број ученика је постао, а школа данас има 20 одељења са више од 550 ученика.